# Marty Pavelich
Marty Pavelich (Sault St. Marie, Ontario, Kanada, 6. studenog 1927. – Flower Mound, Texas, SAD, 28. lipnja 2024.) bio je kanadski igrač hokeja na ledu. Hrvatskog je podrijetla.
Igrao je na položaju lijevog krila.
Igračka karijera mu je trajala od 1946. do 1957. godine.
1946./47. godine je igrao za Galt Red Wingse, članove "OHA"-lige. 
1947./48. igra za AHL-ligaša Indianapolis Capitalse, a u istoj sezoni je zaigrao i za NHL-ligaša Detroit Red Wingse, za koje igra i iduće sezone.
1949./50. provodi igrajući u Indianapolis Capitalsima i Detroit Red Wingsima. 
Nakon te sezone, sve do sezone 1956./57. igra za Detroit Red Wingse.

## Vanjske poveznice
- Hockey Database Profil i statistike